# فیلگاه
فیلگاه، روستایی از توابع بخش مرکزی شهرستان کهگیلویه در استان کهگیلویه و بویراحمد ایران است مردم این روستا از طوایف شرانی(شرونی) و اولادمیرزالی و اولادعلی‌مومن هستند و اکثریت خویشاوندی های بسیاری کرده‌اند و به شغل دامداری و فروش گوشت و قصابی مشغول هستند.

## جمعیت
این روستا در دهستان دهدشت غربی قرار دارد و براساس سرشماری مرکز آمار ایران در سال ۱۳۸۵، جمعیت آن ۳۳۰ نفر (۵۹خانوار) بوده‌است.